# 팀 스태플
팀 스태플(Tim Staffell, 1948년 2월 24일 ~ )은 영국의 록 음악가, 시각 예술가, 모델 제작자, 디자이너다. 그는 기타리스트 브라이언 메이와 드러머 로저 테일러를 포함한 밴드인 스마일의 멤버였다. 스태플이 떠나자, 퀸은 프레디 머큐리와 존 디콘과 함께 밴드를 결성했다.